# Auxiliar quiral

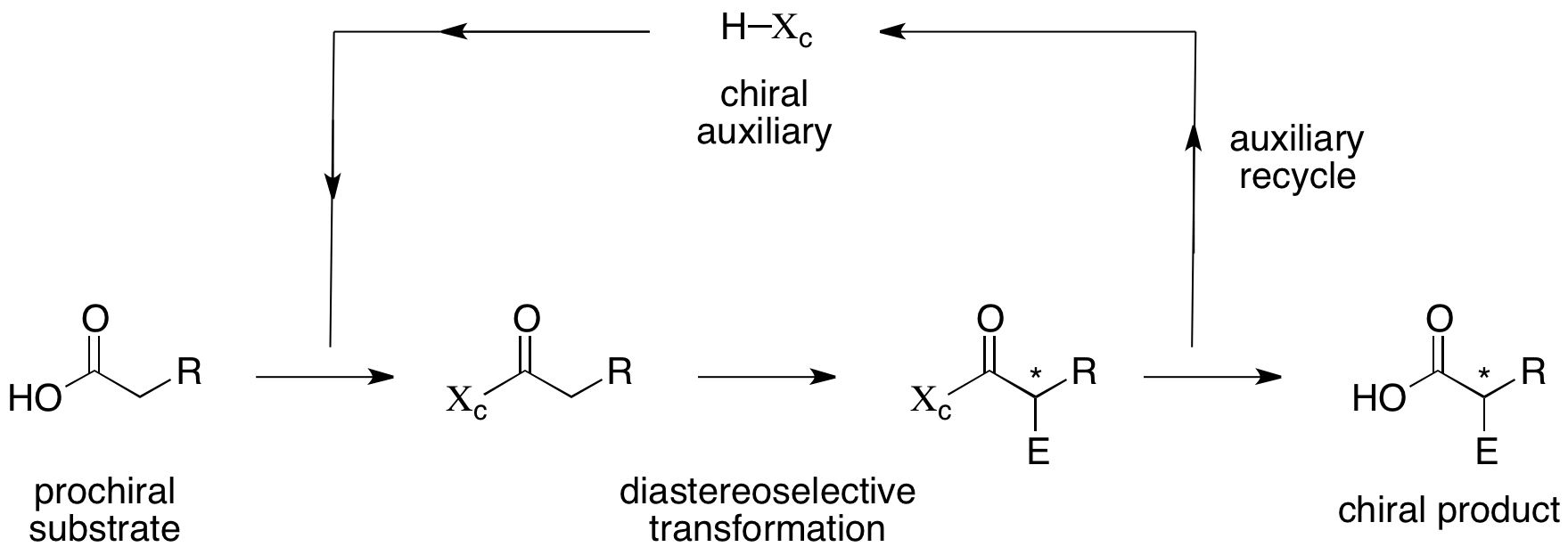
Auxiliar quiral

Un auxiliar quiral es un compuesto químico o unidad que se incorpora temporalmente a una síntesis orgánica para que pueda llevarse a cabo asimétricamente, con la formación selectiva de uno de dos enantiómeros. Los auxiliares quirales con compuestos ópticamente activos e introducen quiralidad en lo que de otro modo se obtendrían mezclas racémicas. El estereocentro temporal fuerza la formación asimétrica de un segundo estereocentro utilizando impedimento estérico o un grupo director para determinar la quiralidad. Después de la creación del segundo estereocentro, el auxiliar original puede ser removido en un tercer paso y luego reciclado.
Los auxiliares quirales fueron introducidos por E.J. Corey en 1978, con el 8-fenilmentol quiral, y por B.M. Trost en 1980 con el ácido mandélico quiral. El compuesto de mentol es difícil de preparar y una alternativa es el trans-2-fenil-1-ciclohexanol, introducido por J.K. Whitesell en 1985.

## Auxiliares de oxazolidona
Un buen ejemplo de auxiliares quirales con la clase de auxiliares de Evans, que comprende las oxazolidinonas sustituidas en las posiciones 4 y 5. Debido al impedimento estérico, los sustituyentes dirigen la estereoquímica de la sustitución de varios grupos. El auxiliar es subsecuentemente removido vía, por ejemplo, hidrólisis.

## Auxiliares pseudoefedrina
Tanto la (R,R)- y (S,S)-pseudoefedrina son usados como auxiliares quirales. La pseudoefedrina se hace reaccionar con un ácido carboxílico, anhídrido de ácido, o cloruro de acilo para dar una amida de pseudoefedrina
El protón α del compuesto de carbonilo se deprotona fácilmente por una base no nucleofílica para producir el enolato, que puede reaccionar posteriormente. La configuración del compuesto de adición, tal como un halogenuro de alquilo, está dirigida por el grupo metilo. En consecuencia, cualquier producto de adición será antiperiplanar al grupo metilo y synperiplanar al grupo hidroxilo. El auxiliar quiral pseudoefedrina es removido a continuación rompiendo el enlace amida con un nucleófilo apropiado.
En el trabajo original de Myers (1994), uno de los sustratos era el ácido propiónico.
La amida no solo puede ser hidrolizada, sino también reducida al aldehído (usando alcóxido de hidruro de aluminio y litio) o al alcohol (usando el complejo de borano con pirrolidina).
En un estudio, el auxiliar quiral es la (-)-efedrina.